# Euphyia balearica
Euphyia balearica là một loài bướm đêm trong họ Geometridae.